# Пасош Јемена
Пасош Јемена је јавна путна исправа која се држављанину Јемена издаје за путовање и боравак у иностранству, као и за повратак у земљу.
За време боравка у иностранству, путна исправа служи њеном имаоцу за доказивање идентитета и као доказ о држављанству.

## Језици
Пасош је исписан арапским и енглеским језиком.